# Konwent Świętej Katarzyny
Konwent Świętej Katarzyny – blok polityczny skupiający polskie prawicowe partie polityczne, związki zawodowe i inne organizacje, działający na przełomie lat 1994 i 1995.

## Historia
Koalicja powstała na jesieni 1994, miała służyć jako forum dyskusyjne ugrupowań głównie pozaparlamentarnej prawicy. W 1995 współpraca ta przybrała postać sformalizowaną – powołano zespół koordynacyjny. Jednym z inicjatorów takiej działalności był ksiądz Józef Maj, proboszcz parafii św. Katarzyny w Warszawie, w której prowadzono obrady i od której pochodziła nazwa koalicji.
W założeniu konwent miał doprowadzić do wyłonienia wspólnego kandydata w nadchodzących wyborach prezydenckich. Do negocjacji przystąpiło kilkanaście organizacji w tym NSZZ „Solidarność”, Zjednoczenie Chrześcijańsko-Narodowe, Konfederacja Polski Niepodległej, Partia Chrześcijańskich Demokratów, Polskie Stronnictwo Ludowe – Porozumienie Ludowe, Ruch dla Rzeczypospolitej, a także szereg innych marginalnych partii (Stronnictwo Demokracji Polskiej, Zjednoczenie Polskie, Chrześcijańska Demokracja – Stronnictwo Pracy, Stronnictwo Narodowo-Demokratyczne).
Konwent zorganizował kilka debat programowych, a także zbieranie podpisów pod tzw. obywatelskim projektem konstytucji.
O nominację prezydencką ubiegało się oficjalnie osiem osób, z których cztery (Henryk Bąk (PSL „Mikołajczykowskie”), Jan Parys (Ruch Trzeciej Rzeczypospolitej), Wojciech Ziembiński i Roman Ciesielski) zrezygnowały. Przeprowadzono niejawne głosowanie sondażowe między czterema pozostałymi kandydaturami: Adama Strzembosza, Jana Olszewskiego, Leszka Moczulskiego i Hanny Gronkiewicz-Waltz. Stronnicy tej ostatniej ogłosili swoją wygraną, przeciw czemu protestowali zwłaszcza zwolennicy Jana Olszewskiego. Ostatecznie doprowadziło to do rozpadu konwentu.